# Sabina Schneider
Sabina Schneider oder Schwester Josepha Meinrada (* 1. November 1831 in Sinzheim; † Dezember 1891 in Ofteringen) war eine Ordensschwester der Benediktinerinnen und Klosterbegründerin des Klosters Ofteringen.

## Leben
Sie trat zunächst in das Kloster Neusatz bei Egg ein. Hier konnte sie jedoch ihre Vorstellungen nicht entwickeln, so versuchte sie die Aufnahme in das Frauenkloster Einsiedeln zu erreichen, dies gelang ihr nicht. So erlernte sie zunächst das Herstellen von Devotionalien bei Regina Zehnder. Danach trat sie in das Kloster Au bei Einsiedeln ein. Ihr Wunsch war schon in Neusatz die Gründung eines eigenen Klosters „Zur ewigen Anbetung“ gewesen. Das sah sie in den Bereich des Machbaren rücken nach ihrer Profess im Jahr 1859, als sie zu einer Reise in das Badische aufbrach. Hier fand sie am Morgen des 20. Juli 1859 den Ort, um den sie in ihrem Reisebericht vom 18. Juni bat: ... die göttliche Mutter und meinen heiligen Schutzengel mich zu begleiten und zu führen an Ort und Stelle, wo es dem Herrn gefällig ist.

## Wirken
Das ehemalige Schloss Ofteringen war in einem schlechten Zustand, als sie es zuvor schon von dem letzten Abt des Klosters Rheinau Leodegar Ineichen erwerben wollte. Dennoch war sie zusammen mit drei anderen Schwestern nach Ofteringen zurückgekehrt. Dort begannen sie am Vorabend des Fronleichnamsfestes im Jahr 1862 das Klosterleben in Marienburg und die Ewige Anbetung.
Diese ist bisher, auch in schwerer Zeit, nie unterbrochen worden. Damit „lebt“ auch das aufgehobene Kloster Rheinau weiter.

## Klosterleben
Die großen anfänglichen Schwierigkeiten konnten die Schwestern nicht entmutigen, auch die drohende Aufhebung im Zug der Reglementierungen unter Bismarck 1872 wurden durch kluge Verhandlungen überstanden. Durch die Herkunft aus dem Schweizer Kloster Au taten sich die Klöster zur Schweizerischen Benediktinerinnenföderation zusammen.